# Juli Lynne Charlot
Juli Lynne Charlot (nacida Shirley Ann Agin; 26 de octubre de 1922 – 3 de marzo de 2024) fue una cantante, actriz y diseñadora de moda estadounidense. Primero se dedicó a la canción y participó en varias películas, además de actuar junto a los hermanos Marx. Creó la falda caniche en 1947 y confeccionó faldas circulares durante su carrera como diseñadora de moda. Más tarde, realizó variaciones del vestido mexicano durante su estancia en México, lo que le llevó a comprar una fábrica en Ciudad de México para producir y vender las variaciones.

## Primeros años y carrera
Nació como Shirley Ann Agin el 26 de octubre de 1922 en Manhattan, Nueva York, en el seno de una familia judía. Charlot empezó a tomar clases de canto a los 13 años. Tras graduarse en la Escuela Preparatoria Hollywood, actuó como cantante en la Los Angeles Civic Light Opera y también cantó con una orquesta dirigida por Xavier Cugat. Charlot también apareció en varias películas, entre ellas The Red Mill en 1945 y Night in Paradise en 1946, película esta última en la que actuó como cantante. Más tarde actuó con los hermanos Marx, que le pidieron que hiciera una gira con ellos en varias bases militares durante la Segunda Guerra Mundial. Charlot también empezó a viajar por todo el mundo en compañía de algunos de los grandes nombres del mundo del espectáculo de la época.

### Diseñadora de moda
En 1947, a la edad de 25 años, Charlot fue invitada a una fiesta de Navidad en Los Ángeles y planeó confeccionar un vestido para el evento. Pero como tenía poco dinero, decidió confeccionarse una falda. Charlot declaró en febrero de 1953: "Si hubiera sabido coser, o hubiera tenido dinero para comprar mejores materiales, nunca habría hecho la falda circular." Además, la madre de Charlot tenía una fábrica de fieltro, lo que le permitió utilizar ese material.
Una semana más tarde, Charlot confeccionó otras dos faldas circulares y las llevó a una boutique de Beverly Hills, California, justo antes de la Navidad de 1947. Se vendieron de inmediato, lo que dio origen a la empresa Juli Lynne Charlot California. Poco después, un fabricante de vestidos de Nueva York decidió invertir dinero en la fábrica.
Después de la Navidad de 1947, una boutique de Los Ángeles solicitó un motivo no navideño. Charlot diseñó una falda con la idea de los perros salchicha. Las faldas de la boutique de Beverly Hills fueron muy populares y se agotaron; a principios de 1948, Charlot diseñó una falda similar con caniches, que tuvo más éxito que las anteriores basadas en perros salchicha. El presidente de Bullocks Wilshire encargó las faldas con caniches, que se expusieron en escaparates a lo largo de Wilshire Boulevard. Las faldas también se encargaron en Neiman Marcus de Dallas y Bergdorf Goodman de la ciudad de Nueva York. Los diseños de Charlot tuvieron tanto éxito que uno de ellos apareció en una campaña publicitaria nacional de sujetadores Maidenform en 1952.
Durante su estancia en México en la década de 1980, Charlot se interesó por un clásico vestido de novia mexicano y decidió crear variaciones sobre él. Esto la llevó a comprar una fábrica en Ciudad de México para producir y exportar estos vestidos a todo el mundo. Más tarde, la fábrica se derrumbó durante el terremoto de Ciudad de México de 1985, lo que la obligó a abandonar el negocio de los vestidos.
En noviembre de 2008, Charlot realizó una exposición individual titulada "In Retrospect" en Cuernavaca. A principios de 2009, la boutique Izcalli de Cuernavaca presentó una muestra de algunos de los diseños originales que aún estaban en posesión de Charlot. El trunk show fue todo un éxito y estuvo acompañado de un Juli Lynne Calendar lleno de fotos de su carrera.

## Vida personal
Juli Lynne se casó cuatro veces, incluyendo su segundo matrimonio con el editor de cine Philip Charlot. Charlot se retiró en México, y compró una casa en Tepoztlán.
Charlot falleció el 3 de marzo de 2024 a los 101 años, en su casa de Tepoztlán.